# Thripadectes virgaticeps
A Thripadectes virgaticeps a madarak (Aves) osztályának verébalakúak (Passeriformes) rendjébe és a fazekasmadár-félék (Furnariidae) családjába tartozó faj.

## Rendszerezése
A fajt George Newbold Lawrence amerikai üzletember és amatőr ornitológus írta le 1874-ben.

## Alfajai
- Thripadectes virgaticeps klagesi (Hellmayr & Seilern, 1912)
- Thripadectes virgaticeps magdalenae Meyer de Schauensee, 1945
- Thripadectes virgaticeps sclateri Berlepsch, 1907
- Thripadectes virgaticeps sumaco Chapman, 1925
- Thripadectes virgaticeps tachirensis Phelps & W. H. Phelps Jr, 1958
- Thripadectes virgaticeps virgaticeps Lawrence, 1874[2]

## Előfordulása
Dél-Amerika északnyugati részén, az Andokban, Ecuador, Kolumbia és Venezuela területén honos. Természetes élőhelyei a szubtrópusi vagy trópusi hegyi esőerdők, valamint másodlagos erdők. Állandó, nem vonuló faj.

## Megjelenése
Testhossza 23 centiméter, testtömege 61-65 gramm.

## Életmódja
Gerinctelenekkel és kisebb gerincesekkel táplálkozik.

## Természetvédelmi helyzete
Az elterjedési területe nagy, egyedszáma pedig stabil. A Természetvédelmi Világszövetség Vörös listáján nem fenyegetett fajként szerepel.